# Martin von Mauschwitz
Martin von Mauschwitz (* 22. Oktober 1961 in Ratingen) ist Moderator der Fernsehsendung „Aktuelle Stunde“ im Westdeutschen Rundfunk (WDR).

## Karriere
Seine ersten journalistischen Erfahrungen machte der in Mettmann aufgewachsene Rheinländer Martin von Mauschwitz als Pressesprecher eines Sportvereines sowie als Lokalreporter bei der Rheinischen Post. Der Sieg bei einem Nachwuchs-Sportreporter-Wettbewerb verschaffte ihm dann eine Stelle in der Wirtschaftsredaktion des WDR-Hörfunks. Schon bald moderierte er die Hörfunk-Sendung „Westzeit“ auf WDR 2. Er war von 1997 bis 2001 als Anchorman des Regional-Programms Lokalzeit Ruhr aus dem Studio Essen tätig und moderiert seit 2001 die „Aktuelle Stunde“. Daneben ist er alljährlich Moderator der Kölner Lichter im WDR Fernsehen.
Im Jahr 2014 führte von Mauschwitz durch die fünfteilige WDR-Doku-Reihe „Wir vor 100 Jahren“ von Matthias Haentjes über die Region des heutigen NRW um die Jahrhundertwende vom 19. zum 20. Jahrhundert, zwei Jahre später durch die zweiteilige Fortsetzung „Wir in den Wilden Zwanzigern“. 
Er ist verheiratet und Vater von zwei Kindern.

## Kritik
Am 23. April 2021 führte von Mauschwitz in der Nachrichtensendung „WDR aktuell“ ein umstrittenes Interview mit dem Schauspieler Jan Josef Liefers, bei dem er diesem Naivität in Bezug auf die von Liefers unterstützte Aktion „Alles dicht machen“ unterstellte und versuchte Liefers und die beteiligten Schauspieler in die Nähe von Coronaleugnern zu rücken.